# Stretto di Matočkin
Lo stretto di Matočkin (in russo Маточкин Шар?) è uno stretto che divide l'isola Severnyj dall'isola Južnyj, entrambe appartenenti all'arcipelago Novaja Zemlja, in Russia. Esso collega il mare di Barents con il mar di Kara. Amministrativamente si trova nell'Oblast' di Arcangelo del Distretto Federale Nordoccidentale.

## Geografia
La sua lunghezza è di circa 100 km, mentre la sua larghezza (nel suo punto più stretto) è di circa 0,6 km; la profondità è di 12 m. Lo stretto è coperto dai ghiacci per gran parte dell'anno. I maggiori fiumi che sfociano nello stretto sono la Šumilucha (река Шумилуха) e la Čirakina (река Чиракина), entrambi sull'isola Južnyj. L'insenatura principale è il golfo Beluš'ja (губа Белушья).
Due villaggi si trovano lungo le coste: Matočkin Šar e Stol'bovoj, i migliori ancoraggi sono a capo Baranov.

### Isole presenti nello stretto
- Scogli di Egorov (Камни Егорова), 2 isolotti all'estremità sud-occidentale di Severnyj (73°18′29″N 54°15′59″E).
- Scoglio Čërnyj (Чёрный Камень, "scoglio nero"), all'ingresso occidentale dello stretto, a sud degli scogli di Egorov, (73°17′14″N 54°15′29″E).
- Isole di Hejglin (Острова Хейглина), 3 piccole isolette, al centro del golfo Beluš'ja (73°20′29″N 56°01′04″E).

## Storia
Lo stretto di Matočkin è noto anche per essere stato il sito in cui dal 1963 al 1990 sono stati effettuati 39 test nucleari sotterranei su una larga serie di tunnel scavati nel terreno e di pozzi. Dopo il 2000, gli esperimenti sono stati riattivati dopo aver allargato i vecchi scavi; da allora ogni estate si tengono diversi test idronucleari con massa subcritica di plutonio.